# Mikuláš Sviták z Landštejna na Krašově
Mikuláš Sviták z Landštejna na Krašově (okolo 1500? – 1541) byl český šlechtic, syn Jana Svitáka z Landštejna a vnuk Mikuláše Svitáčka z Landštejna. Patřil k vedlejší rodové větvi pánů z Landštejna, tzv. Svitákům.
Oženil se s Žofií Krakovskou z Kolovrat, ale manželství zůstalo bezdětné. V roce 1529 Mikuláš Sviták koupil od poručníků nezletilého Jetřicha mladšího Bezdružického z Kolovrat krašovské panství za 3 250 kop míšeňských grošů. Součástí koupeného majetku bylo městečko Kozojedy, vsi Milíčov, Březsko, Rakolusky, Bohy, Třímany a Borek, díl Hlinců a tři mlýny. Majetek po něm zdědil Vilém Sviták starší z Landštejna.